# Думень (Румунія)
Думень, Думені (рум. Dumeni) — село у повіті Ботошані в Румунії. Адміністративний центр комуни Джордже-Енеску.
Село розташоване на відстані 398 км на північ від Бухареста, 30 км на північ від Ботошань, 122 км на північний захід від Ясс.

## Населення
За даними перепису населення 2002 року у селі проживали 1909 осіб, усі — румуни. Усі жителі села рідною мовою назвали румунську.